# أندريس برينك
أندريس برينك هو سياسي جنوب أفريقي، ولد في 21 يوليو 1877 في سومرست ويست في جنوب أفريقيا، وتوفي في 17 أكتوبر 1947 في بريتوريا في جنوب أفريقيا.